# Guêpier à gorge rouge
Merops bulocki
Cet article possède un paronyme, voir Rouge-gorge.
Espèce
Statut de conservation UICN

 LC  : Préoccupation mineure
Le Guêpier à gorge rouge (Merops bulocki) est une espèce d'oiseau de la famille des Meropidae.
Son aire s'étend du Sénégal à l'ouest de l'Éthiopie.

## Sous-espèces
Cet oiseau est représenté par deux sous-espèces :
- Merops bulocki bulocki Vieillot, 1817 ;
- Merops bulocki frenatus Hartlaub, 1854.